# Zabid

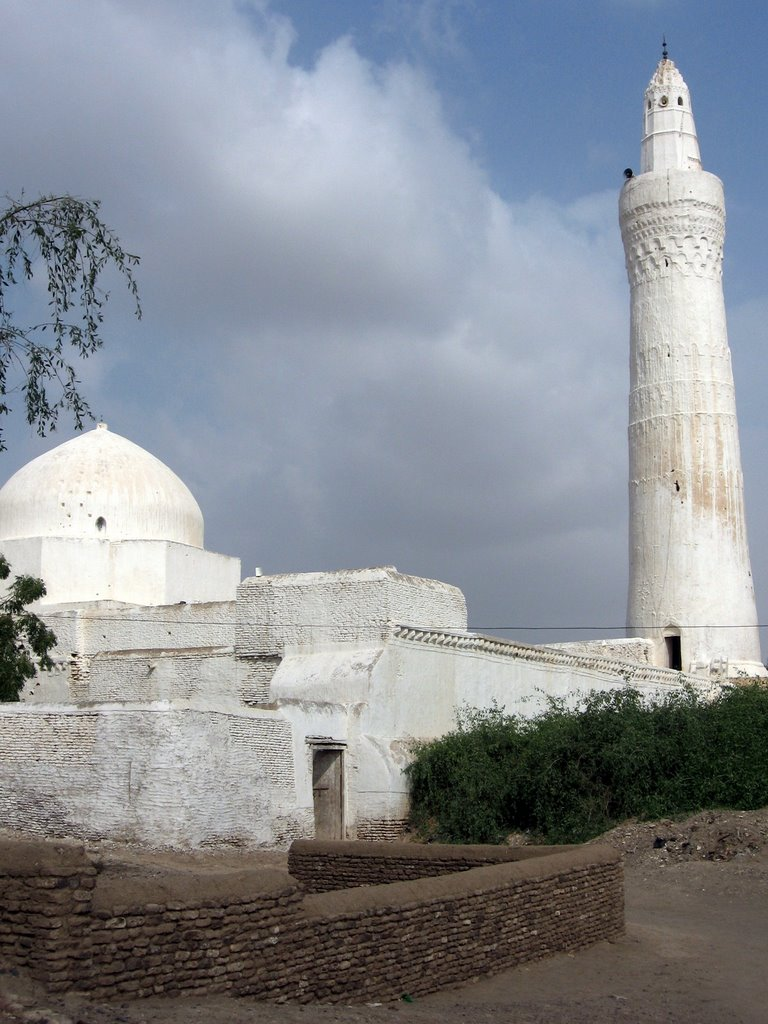
Zabid

Zabid este un oraș din Yemen.

## Patrimoniu mondial UNESCO
Medina din Zabid a fost inclusă în anul 1993 pe lista patrimoniului cultural mondial UNESCO.